# Giorgi Chogovadze
Giorgi Chogovadze (in georgiano გიორგი ჩოგოვაძე?, in russo Георгий Анатольевич Чоговадзе?, Georgij Anatol'evič Čogovadze) (Tbilisi, 25 aprile 1969) è un tuffatore georgiano, sino al 1992 sovietico.
Ha rappresentato l'Unione Sovietica ai Giochi olimpici di Seul 1988 e la Squadra Unificata nel concorso della piattaforma 10 metri. 

## Palmarès
- Campionati mondiali di nuoto

Perth 1991: bronzo nella piattaforma 10 metri;
- Europei

Strasburgo 1987: oro nella piattaforma 10 metri;
Bonn 1989: oro nella piattaforma 10 metri;
- Universiade

Zagabria 1987: bronzo nella piattaforma 10 metri;